# Pholadomyidae
Famille
Les Pholadomyidae sont une famille de mollusques bivalves de l'ordre des Pholadomyoida.

## Liste des genres
Selon World Register of Marine Species (6 décembre 2018) :
- genre Homomya Agassiz, 1843 †
- genre Pholadomya G. B. Sowerby I, 1823